# Ernst Múzeum
Az Ernst Múzeum egy kortárs magyar művészeti múzeum volt Budapesten. Kezdetben Ernst Lajos magánmúzeuma volt, amit 1912 májusában alapított, később a Műcsarnok egyik fiókintézménye volt. 2013-ban megszűnt. Helyiségeiben a Robert Capa Kortárs Fotográfiai Központ kapott helyet.

## Története

### A tulajdonos életében

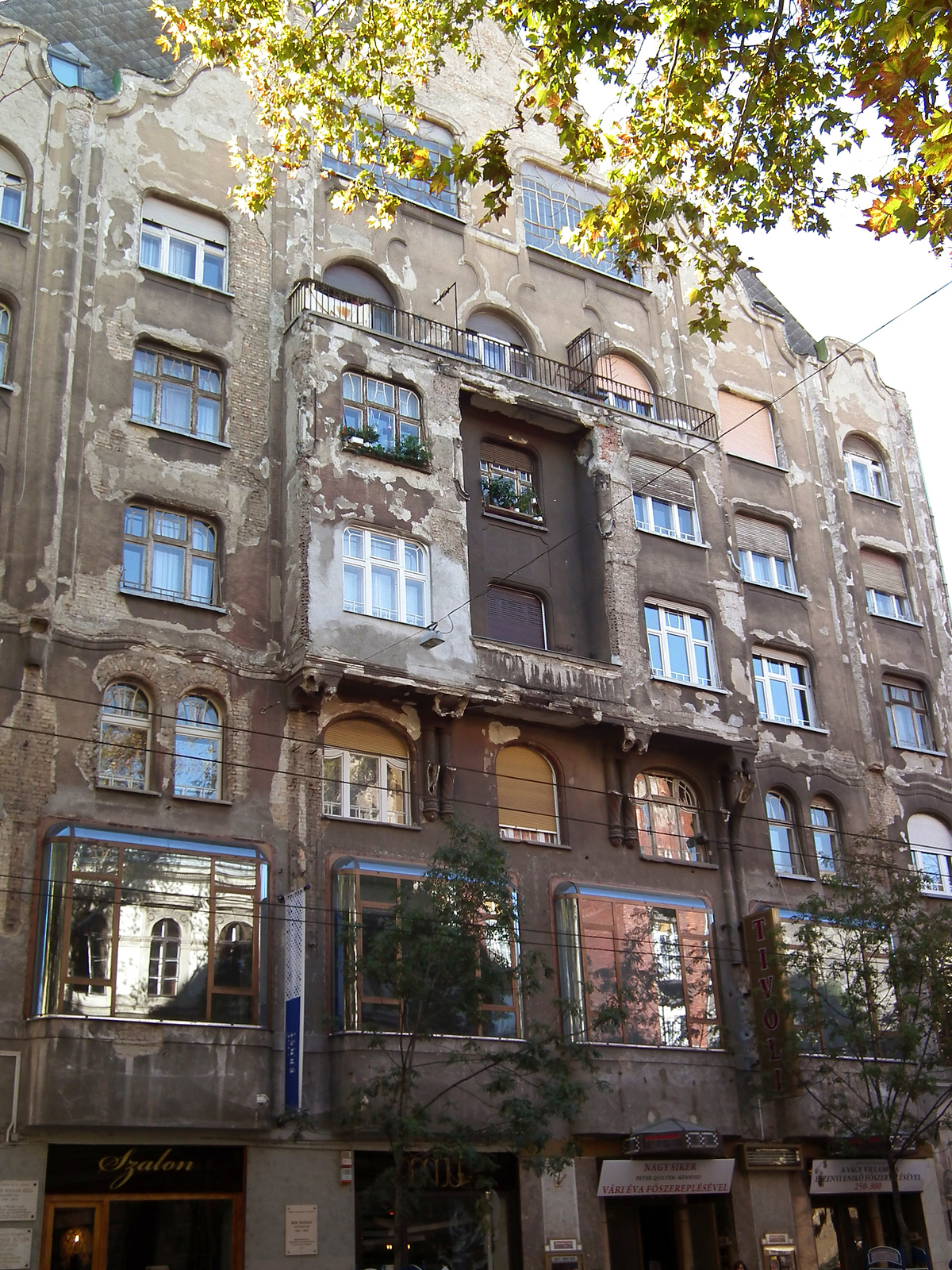
A múzeum épülete, ami egyben lakóház is

Ernst Lajos gazdag zsidó kereskedő családban született, de nem folytatta apja foglalkozását, a hagyományos nagykereskedelmet, hanem műgyűjtésre és a modern művészek pártfogására szánta el magát. Már 15 éves korában elkezdte gyűjteni a magyar vonatkozású képeket és tárgyakat. 1912-re már olyan mennyiségű történeti és művészettörténeti anyagot halmozott fel, amelynek alapján 1912-ben megnyitotta magánmúzeumát, az Ernst Múzeumot.
A múzeum épülete Budapesten, a Nagymező utca 8. sz. alatt van, Fodor Gyula tervezte. A belső berendezés Skutetzky Sándor munkája.
Az épületben a magyar szecesszió két kiváló művészének alkotásait is megtekinthetjük, az előcsarnokot Lechner Ödön, a színes üvegablakokat Rippl-Rónai József tervezte, és Róth Manó kivitelezte.
A kortárs művészetben Ernst Lajos és múzeuma jelentős szerepet töltött be, a magyar múlt emlékeinek bemutatása mellett számos modern magyar képzőművész mutatkozhatott be az Ernst Múzeumban kollektív vagy gyűjteményes kiállítás keretében. Ernst Lajos soha nem tudott lemondani arról, hogy a magyar múlt emlékein kívül saját korának kulturális alkotásait is értékelje.
Magyar művészeti és történeti gyűjteményét közkinccsé tette, továbbá folyamatosan kiállításokat rendezett. Az Ernst Múzeum kiállításai a Műcsarnok első válsága révén hamarosan fontos szerephez jutottak, a modern képzőművészet alkotásainak megismertetése miatt. Nevezetesek voltak a múzeum emlékkiállításai is (például Rippl-Rónai József, Csontváry Kosztka Tivadar, Derkovits Gyula).
Ernst Lajos 1917-től kezdődően színvonalas aukciókat is szervezett Lázár Béla közreműködésével. Művészi színvonaluk által kiemelkedő Holitscher, Kilényi, báró Vay (1917), gróf Teleki Sámuel (1926), Rákosi Jenő hagyatéka (1929), a gróf Erdődy-féle Rákóczi-kincs (1930), a Nemes Marcell és báró Kohner-féle gyűjtemények (1932–33) aukciói. Műkincsvásárló szenvedélyére ráment a vagyona: házai, ingatlanjai, ékszerei, bankbetétei. 1937-ig kb. kétmillió pengőt költött a múzeumra, a gyűjteményének minden darabjához ragaszkodott, egyetlen darabot sem akart eladni és inkább átadta volna az államnak. Az átadás elhúzódott, Ernst tetemes adósságot halmozott fel, végül a Dunába vetette magát. Az aukciókat a tulajdonos halála után, 1939-től Almásy Dénesné Teleki Éva, az Ernst Múzeum vezetője rendezte.

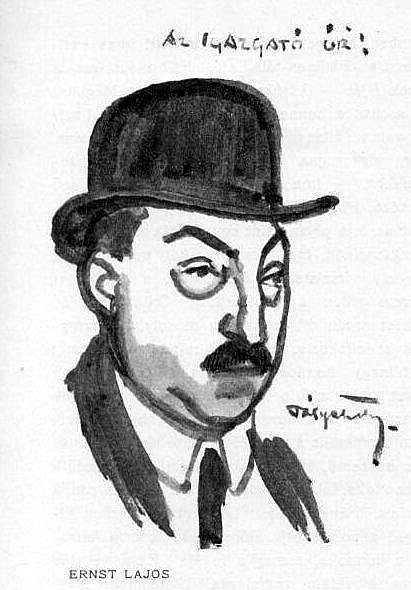
Pólya Tibor karikatúrája Ernst Lajosról

### A tulajdonos halála után
Ernst Lajos 1937-ben történt öngyilkosságát követően a páratlanul gazdag és szakmailag feldolgozott gyűjteményt 1939-ben elárverezték. Az anyag javát a hazai múzeumok vették meg. A második világháború után, 1950-ben, Ernst egykori múzeuma, a Műcsarnok – Kiállítási Intézményekhez csatolva időszaki kortárs művészeti kiállításoknak adott otthont.
A nagy kiállítási múlttal rendelkező Ernst Múzeum 2000-ben, a millenniumi évben a szintén nagy múltú Dorottya Galériával egy intézménnyé válva újjászerveződött. Az intézményt közhasznú társaságként a Nemzeti Kulturális Örökség Minisztériuma hozta létre.
Az Ernst Múzeum célja, hogy nemcsak nevében, hanem hagyományaiban is megőrizze az alapító Ernst Lajos emlékét. Azokra a funkciókra, amelyet Ernst Lajos szánt az ő múzeumának, ma is szükség van. Amennyiben a XXI. században sok más múzeum is betölti az Ernst Múzeum funkcióját, akkor is elmondhatjuk, hogy az Ernst Múzeum a XX. században sajátosan kiemelkedő szerepet töltött be a magyar nemzeti kultúra és a kortárs magyar művészetek ápolásában.